# 小樽駅
小樽駅（おたるえき）は、北海道小樽市稲穂2丁目にある北海道旅客鉄道（JR北海道）函館本線の駅である。駅番号はS15。電報略号はオタ。事務管理コードは▲130115。

## 概要
小樽市の交通結節点になっており、バスターミナルが隣接している。当駅を境に倶知安・長万部方面は単線非電化区間、手稲・札幌・岩見沢・新千歳空港方面は複線電化区間となる。かつては函館駅を起点に道内各地を結ぶ特急・急行列車（「北海」・「ニセコ」・「らいでん」など）が停車していた。倶知安・長万部方面は通称「山線」と呼ばれ、かつては本州と北海道を結ぶ大動脈であった。現在は比較的勾配が緩く、高速運行が可能な通称「海線」（室蘭本線・千歳線）経由へ変更されているため、臨時特急列車を除き快速「ニセコライナー」を含む全ての列車が各駅停車でローカル輸送に特化した区間になっている。運行本数のほぼ半数は倶知安・然別までの区間運行となる。  一方、札幌方面は都市間・通勤輸送の需要が大きく、当駅を始発として新千歳空港駅まで直通する快速「エアポート」や岩見沢（一部は江別止まり）行の普通列車・倶知安方面から札幌まで直通する快速「ニセコライナー」などを運行している。

## 歴史
- 1903年（明治36年）

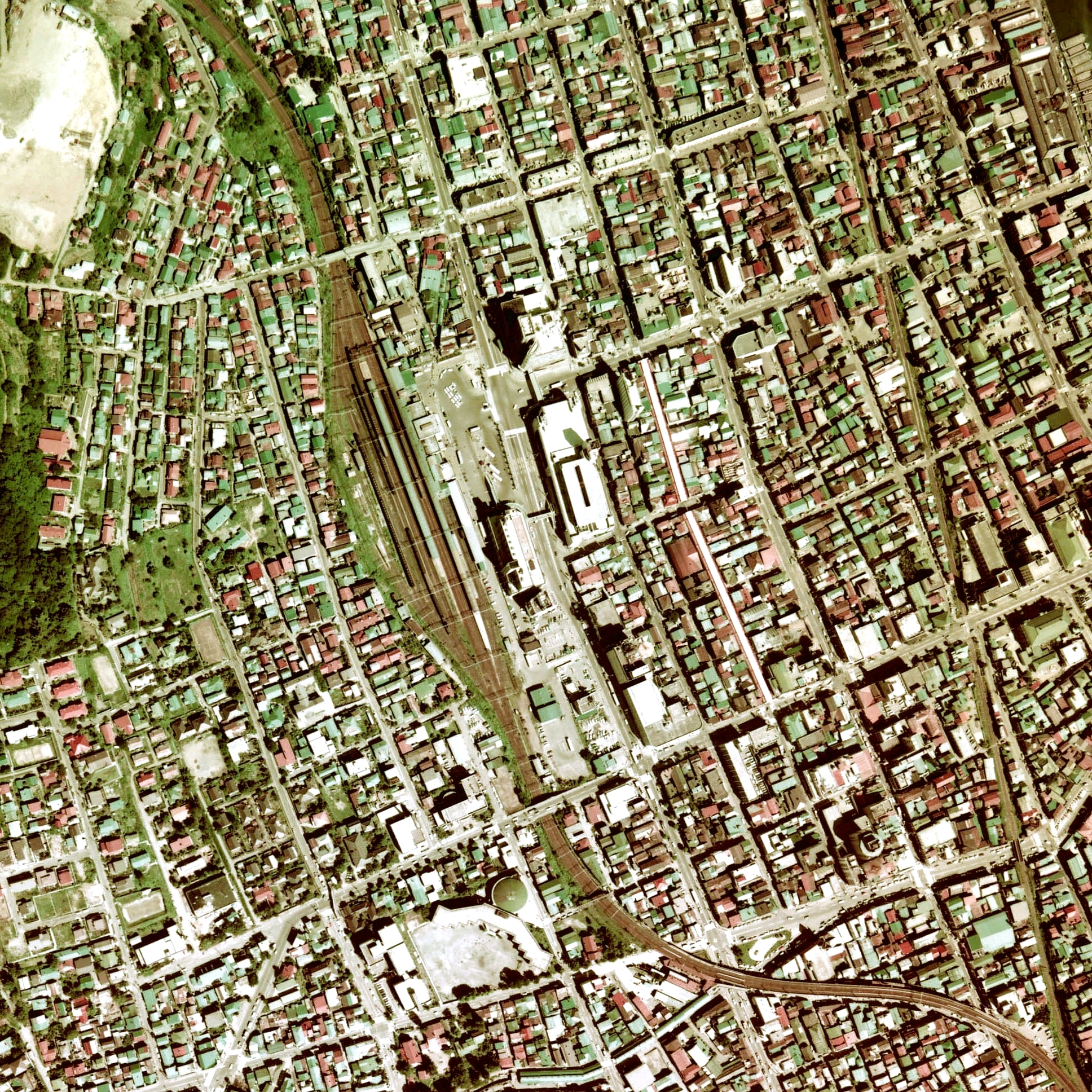
1976年の小樽駅と周囲約1km範囲。上側が長万部方面で、ここから単線となるが、写真外の最初の踏切まで山側を2本の引上線が並行して走る。かつては中線を挟む単式と島式の複合ホーム2面3線であったが、駅舎側の単式ホーム札幌寄りが切り欠きホームとなっている。ここは貨物扱いを小樽築港駅に集約するまでは貨物ホームの一部であったが、その後に旅客用ホームとして使用されている。このため、写真当時は0番ホームであった。この線を含め駅舎横に3本が引きこまれている。駅裏側に客車の留置線が6本、その外に保線車用の1本と車庫が見える。駅裏には昭和初期まで機関庫があったが、こちらも小樽築港駅に集約されたため空き地となって草生している。

  - 6月28日：北海道鉄道 (初代)蘭島駅 - 当駅間の開業に伴い、小樽中央駅（おたるちゅうおうえき）として開業[5]。一般駅。機関庫設置。開業時は山道 - 小樽中央間を1日3往復した[6]。
  - 7月1日：稲穂駅（いなほえき）に改称[7]。
- 1904年（明治37年）10月15日：北海道鉄道の歌棄駅（現在の熱郛駅） - 小沢駅間が延伸開業し、同線が全通。同時に、高島駅（たかしまえき）に改称[7][8]。
- 1905年（明治38年）
  - 8月1日：北海道鉄道の当駅 - 小樽駅（現在の南小樽駅）間開通[9]。
  - 12月15日：中央小樽駅（ちゅうおうおたるえき）に改称[10]。
- 1907年（明治40年）7月1日：北海道鉄道の国有化に伴い、国有鉄道に移管。
- 1909年（明治42年）10月12日：国有鉄道線路名称制定に伴い、函館本線の駅となる。
- 1911年（明治44年）7月6日：2代目駅舎に改築。
- 1913年（大正2年）6月2日：中央小樽機関庫設置（北海道鉄道管理局の事務上制定）。
- 1920年（大正09年）7月15日：小樽駅（2代目）に改称。中央小樽機関庫が小樽機関庫に改称。同時に、小樽駅（初代）は南小樽駅に改称[9]。これは、旧小樽駅を市の中心地区と間違える客が後を絶たなかったため、改称に至った[11]。
- 1924年（大正13年）12月17日 - 小樽駅構内の波止場（出典ママ）で荷揚げ作業中の爆薬13トンが爆発。死者・行方不明者85人、負傷者264人[12]。
- 1927年（昭和02年）7月1日：小樽機関庫を廃止し、小樽築港駅に小樽築港機関庫（後の小樽築港機関区）新設。
- 1934年（昭和09年）12月25日：3代目駅舎（現駅舎）に改築[13]。
- 1949年（昭和24年）6月1日：日本国有鉄道法施行に伴い、日本国有鉄道（国鉄）に継承。
- 1950年（昭和25年）以降：小樽築港客貨車区小樽支区設置。
- 1964年（昭和39年）10月1日：貨物取扱い廃止。
- 1965年（昭和40年）8月29日：函館本線の当駅 - 南小樽駅間が複線高架化供用開始[14]。
- 1968年（昭和43年）8月28日：函館本線の当駅 - 滝川駅間を電化（交流20,000 V・50 Hz）。
- 1969年（昭和44年）10月1日：小樽築港客貨車区小樽支区廃止。
- 1987年（昭和62年）4月1日：国鉄分割民営化に伴い、北海道旅客鉄道（JR北海道）の駅となる。
- 1989年（平成元年）5月15日：上野駅と姉妹駅提携[15]。
- 1997年（平成09年）12月1日：小樽運転所を当駅構内に移転。
- 1998年（平成10年）12月5日：自動改札機導入[新聞 1][新聞 2]。
- 1999年（平成11年）11月29日：車椅子対応エスカレーターを設置[16]。
- 2003年（平成15年）6月17日：駅開業100周年を記念し、4番ホームを石原裕次郎に因み「裕次郎ホーム」と命名[17][新聞 3]。
- 2006年（平成18年）3月27日：小樽駅本屋・プラットホームが国の「登録有形文化財」となる[18][19][20]。
- 2007年（平成19年）10月1日：駅ナンバリングを実施[報道 1]。
- 2008年（平成20年）10月25日：ICカードKitaca使用開始[報道 2]。
- 2010年（平成22年）10月：小樽駅本屋が「準鉄道記念物」指定[報道 3]。
- 2012年（平成24年）4月25日：小樽駅のリニューアル工事完了[報道 4][21]。
- 2015年（平成27年）10月30日：指定席券売機導入。
- 2016年（平成28年）4月1日：駅コンコースに観光案内所設置[22]。
- 2017年（平成29年）3月18日：ツインクルプラザ（旅行センター）が閉店[新聞 4]。
- 2020年（令和02年）3月7日：指定席券売機が撤去され、話せる券売機を導入[23]。
- 2021年（令和03年）
  - 5月31日：北海道四季彩館小樽店が一時休業。
  - 8月3日：セブン-イレブンと四季彩館の複合店舗としてリニューアル開業。

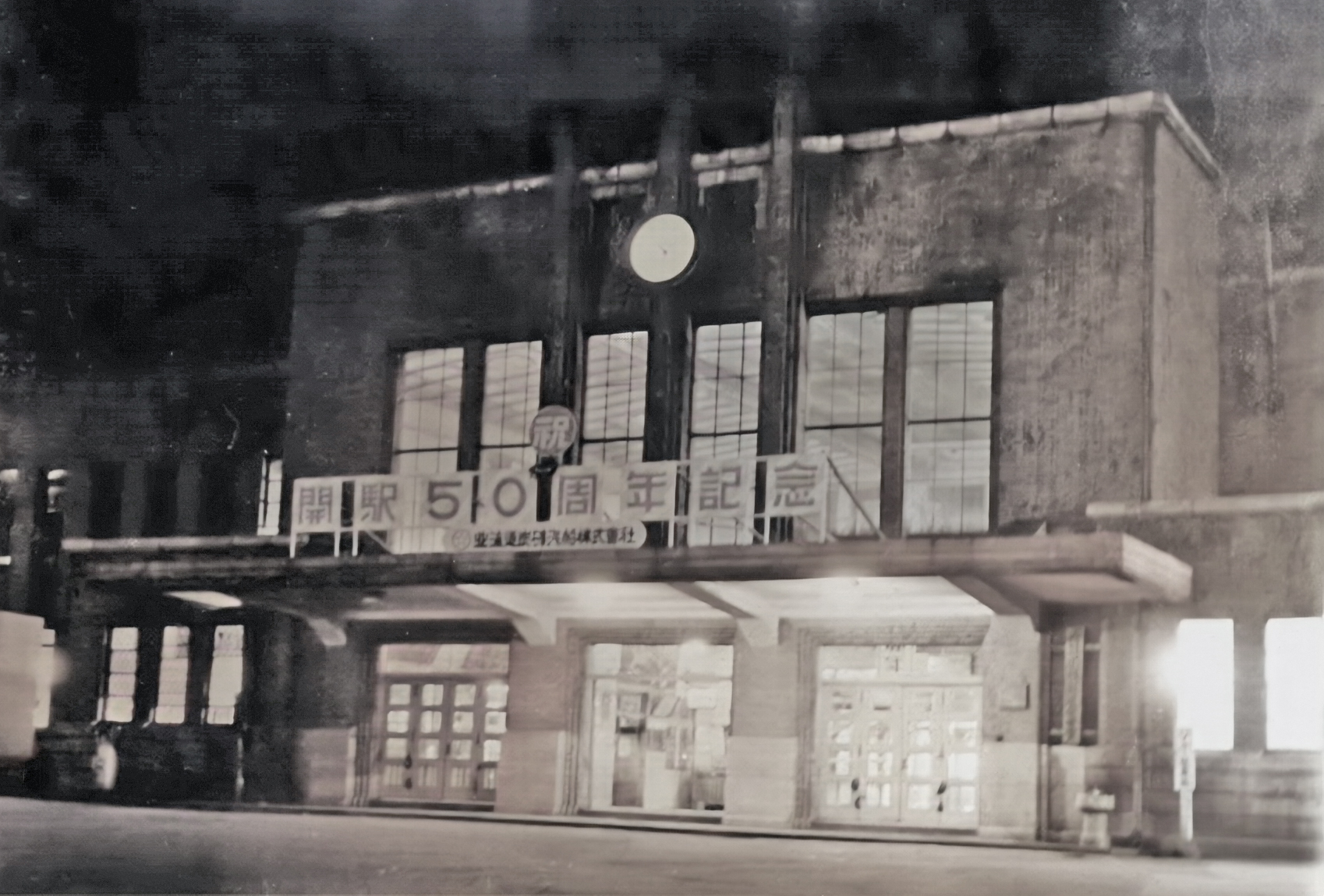
1953年当時の小樽駅
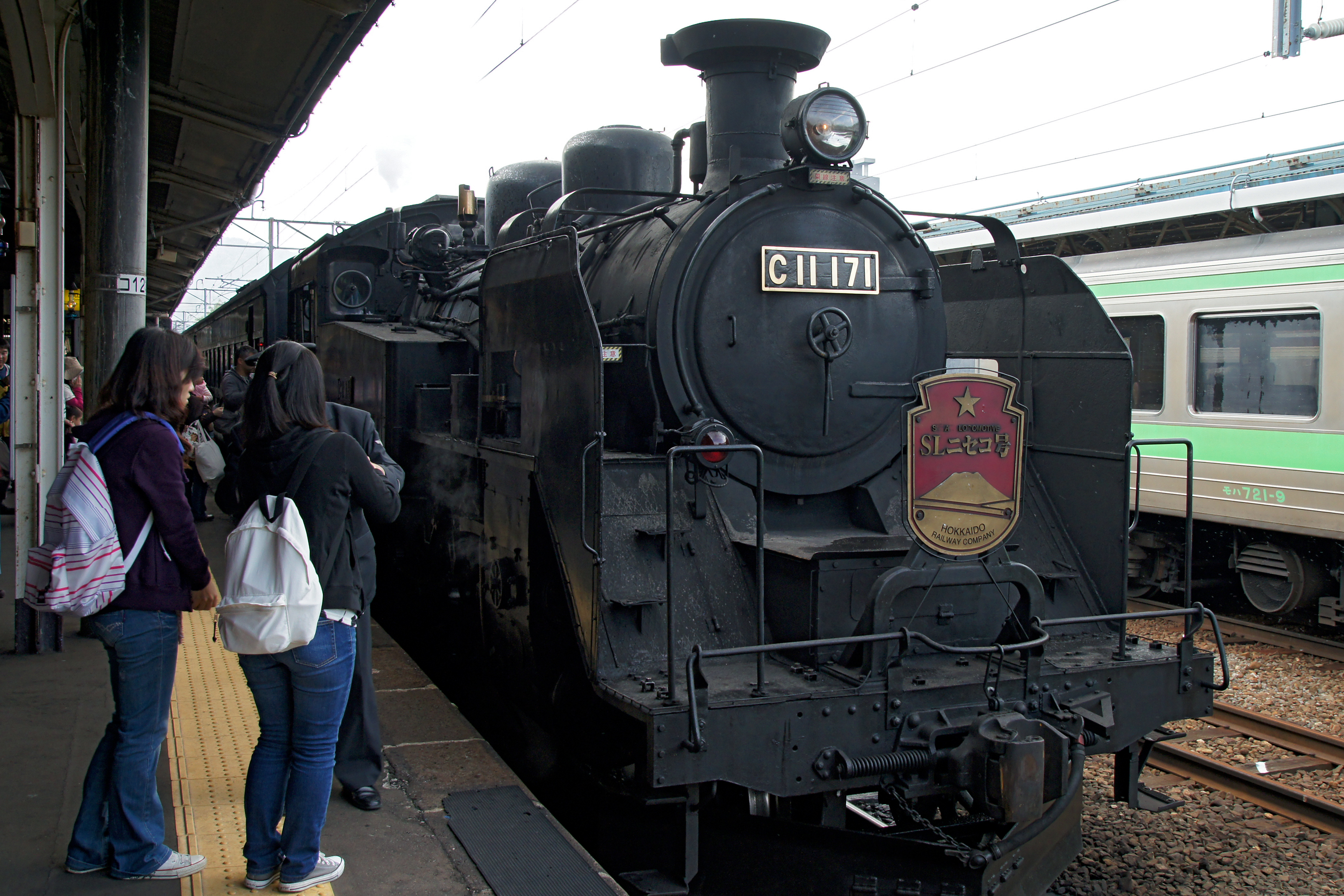
臨時列車「SLニセコ号」（廃止）
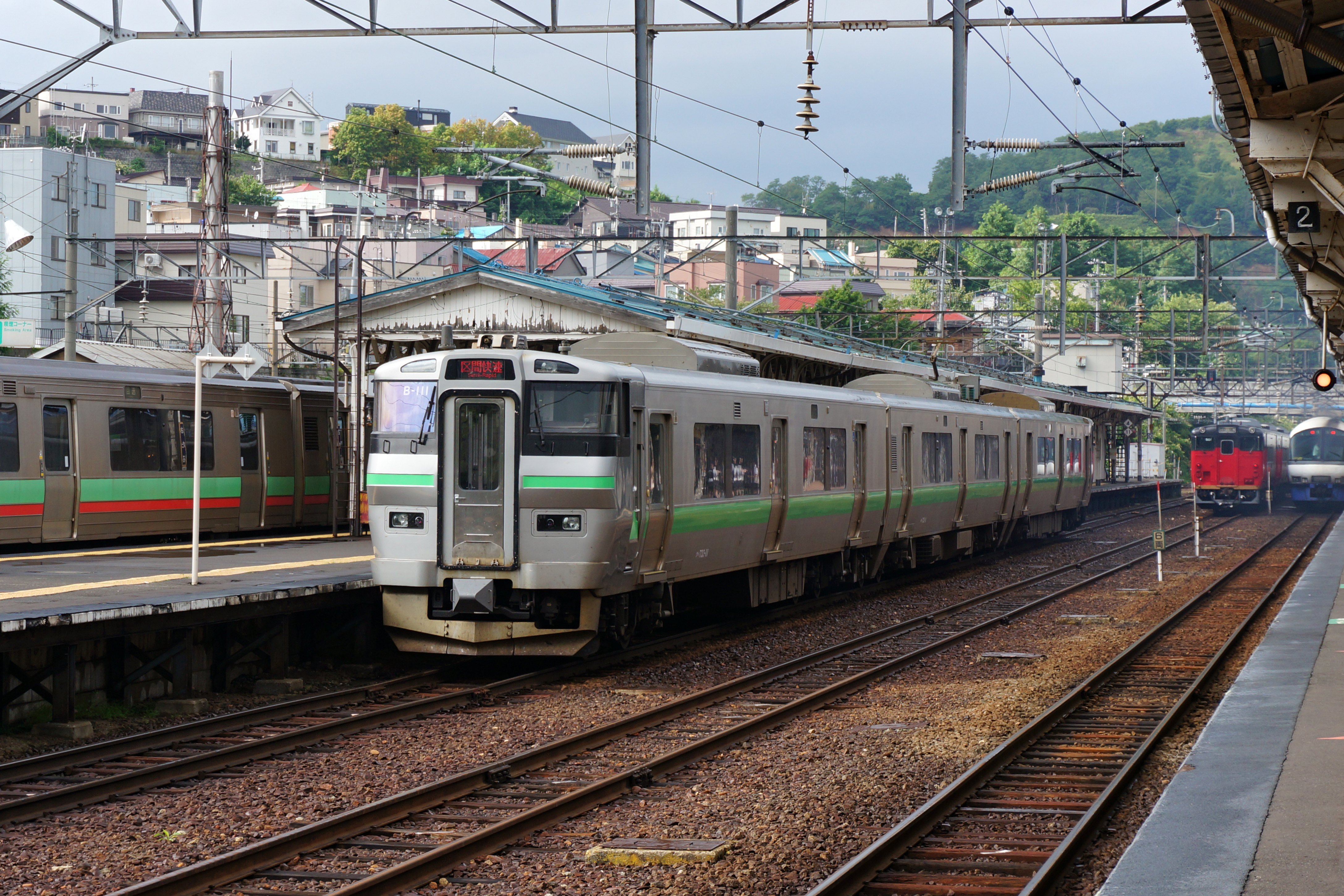
区間快速「いしかりライナー」
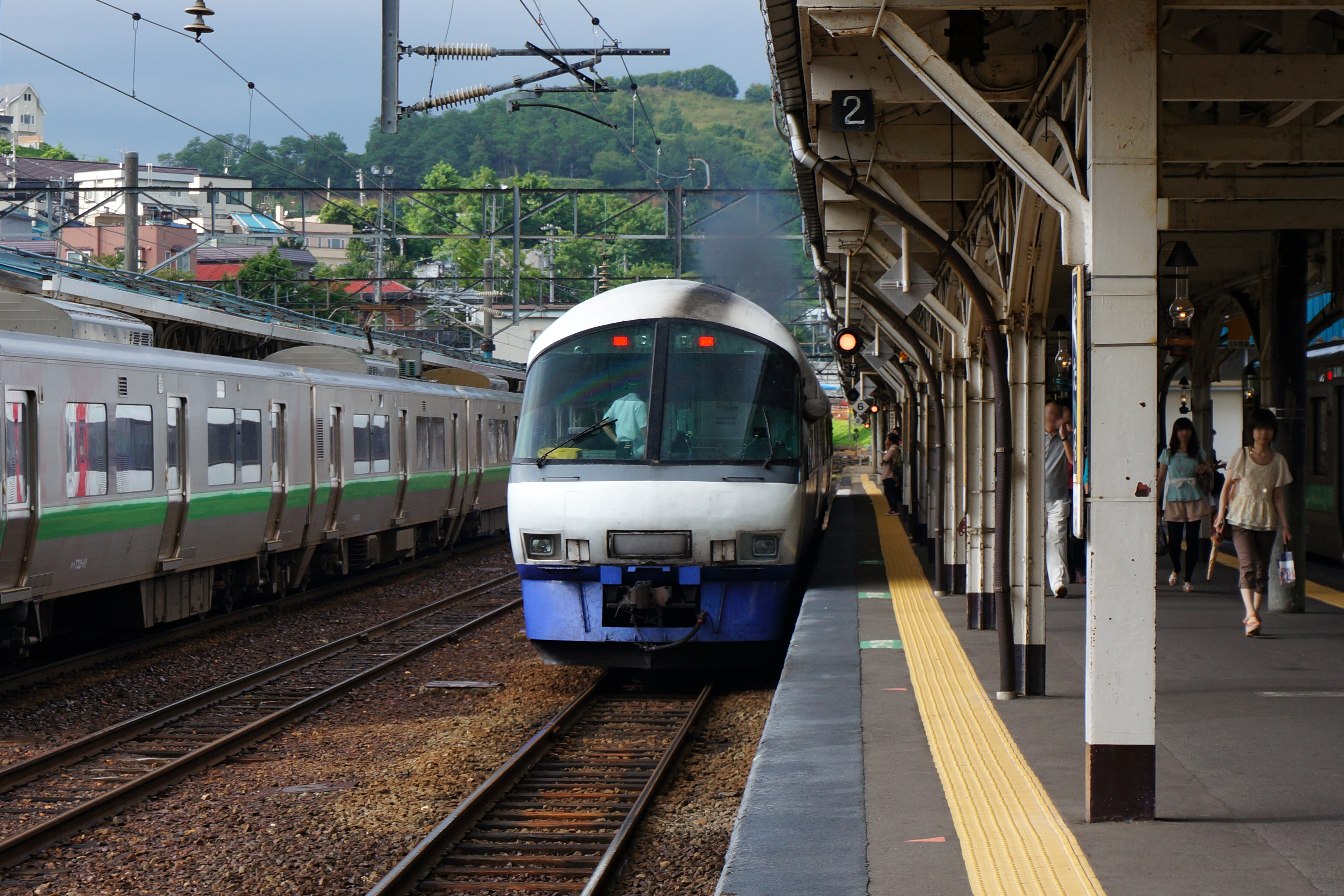
臨時特急「ヌプリ」

## 駅構造
1934年（昭和9年）建築の北海道内初となる鉄骨鉄筋コンクリート造（RC造）の駅舎。昭和初期のRC造による現役駅舎として希少であり、岡山駅（1926年）、横浜駅（1928年）、両国駅（1929年）、上野駅（1932年）と続く一連の同形式の近代的駅舎に位置づけられている。エントランスホールやホームに飾られているランプは、当時の駅長が「小樽駅の特色を出したい」と北一硝子に要望し、1987年（昭和62年）に北一硝子がランプ108灯を駅へ寄贈したことに始まり、1999年（平成11年）には改札口上の窓とホームに設置するランプを寄贈して合計が333灯になった。レトロな雰囲気が残る駅長室は2011年（平成23年）に使用停止となった。
島式ホーム2面4線を有する築堤上の地上駅。ホームは駅舎の2階相当の高さにあり、改札口から連絡通路を経由して階段を上ってホームへ向かう。ホームの付番は駅舎側から5、4、2、1番線で、5番線は行き止まり式のホームであり、3番線はホームに面さない中線になっている。札幌・新千歳空港方面の快速「エアポート」は主に5番線（一部は4番線）に発着し、余市・倶知安方面の列車は主に4番線に発着する。かつてのホーム番号は駅舎側から0、1、2、3番線となっていたが、1998年（平成10年）の函館本線・宗谷本線（小樽 - 永山間）列車運行管理システム導入に伴って番号が振り直しされ、現在の番号に変更された。2003年（平成15年）に駅開業100周年を記念し、小樽にゆかりのある石原裕次郎に因んで4番ホームに「裕次郎ホーム」の愛称がつけられた。これは、かつてNHKの番組ロケーション撮影で訪れた際、このホームに降り立ったのが由来である。ホームには等身大パネルが設置され、番号表示灯の数字「4」をヨットに見立ててデザインしているほか、裕次郎の曲も流されている。
終日社員配置駅。みどりの窓口・ジェイアール北海道レンタリース（駅レンタカー）小樽営業所・自動券売機・話せる券売機・自動改札機を設置している。Kitacaは札幌方面のみ利用可能。店舗エリアは2012年（平成24年）にリニューアルし、「ノスタルジック・モダン」をコンセプトに5店舗が展開している。
管理駅として蘭島駅－朝里駅の各駅を管理している。

### のりば
| 番線    | 路線      | 方向 | 行先                               |
| ------- | --------- | ---- | ---------------------------------- |
| 1・2・4 | ■函館本線 | 上り | 倶知安・長万部方面                 |
| 1・2・4 | ■函館本線 | 下り | 手稲・札幌・岩見沢・新千歳空港方面 |
| 5       | ■函館本線 | 下り | 手稲・札幌・岩見沢・新千歳空港方面 |

（出典：JR北海道:駅の情報検索）

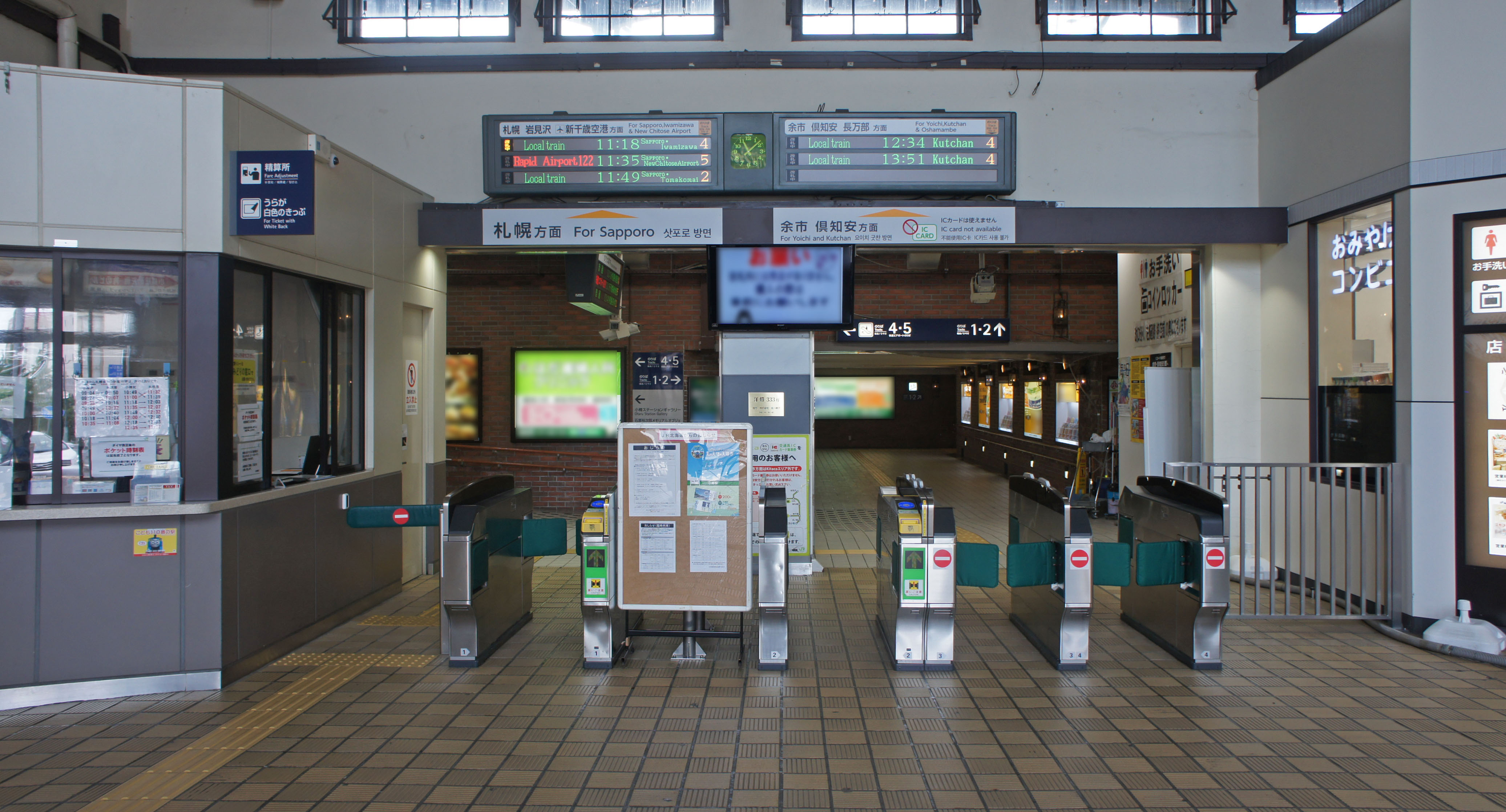
改札口（2020年7月）
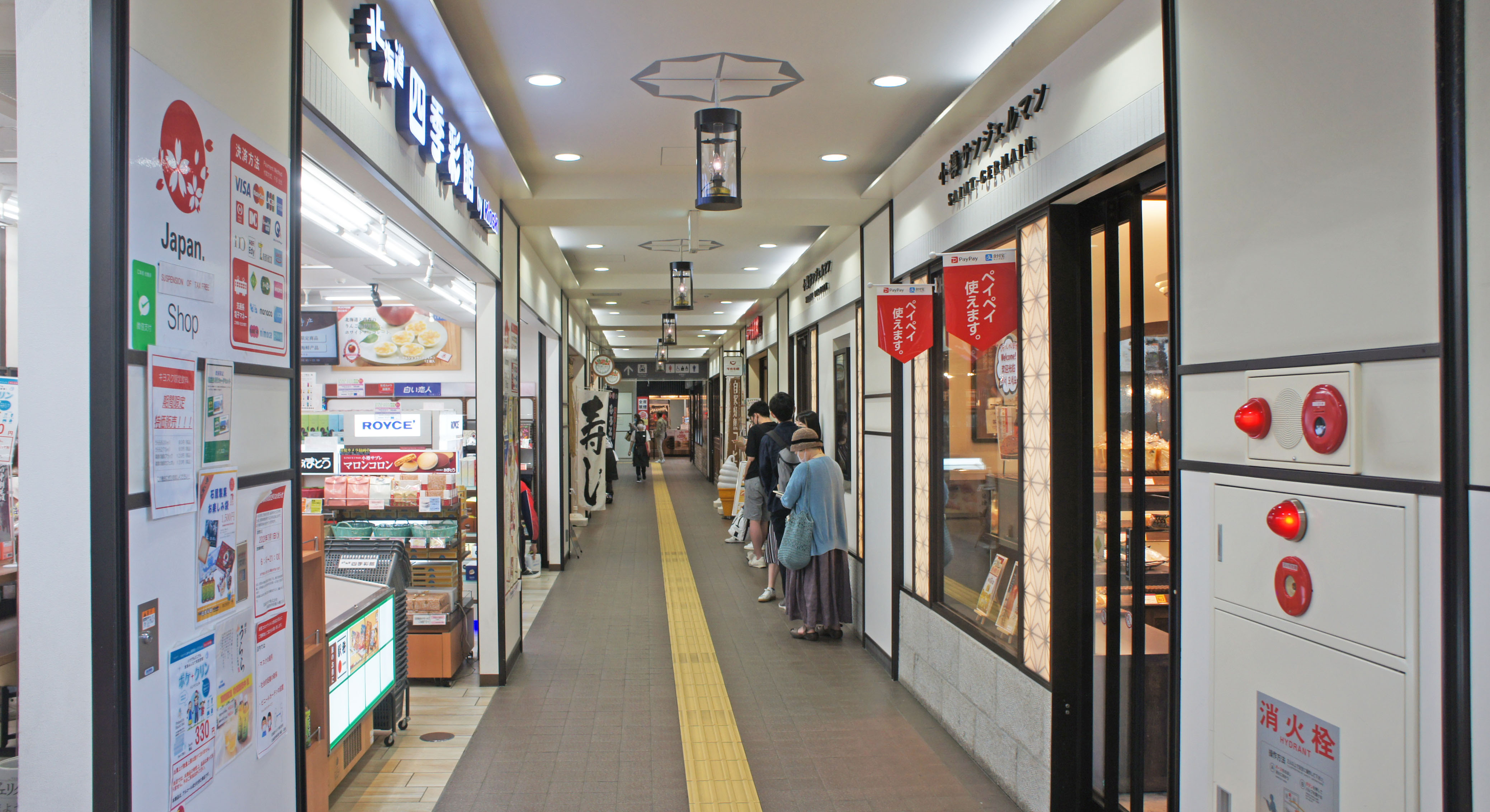
店舗エリア（2020年7月）
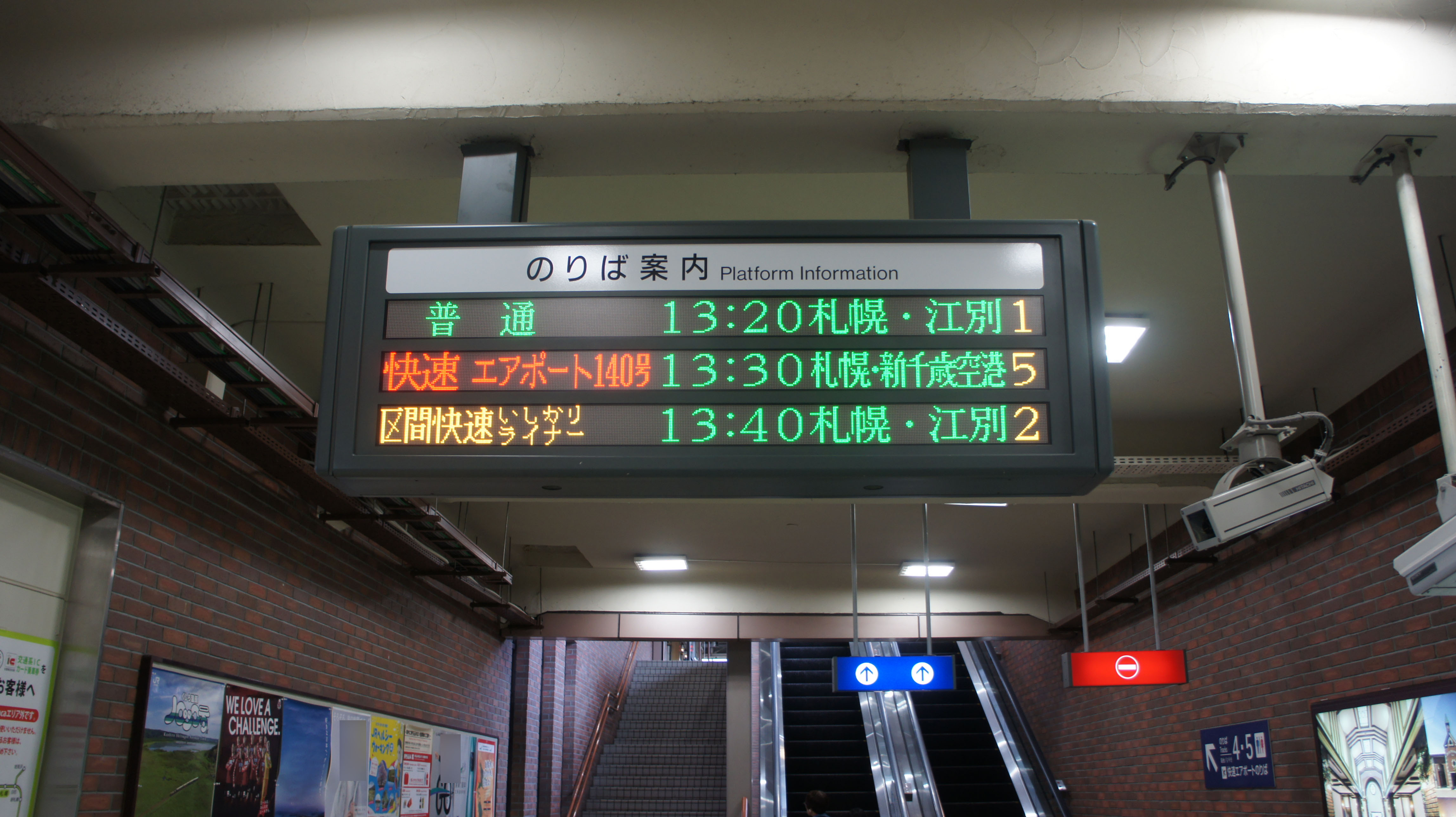
改札内にある発車時刻案内板（2017年5月）
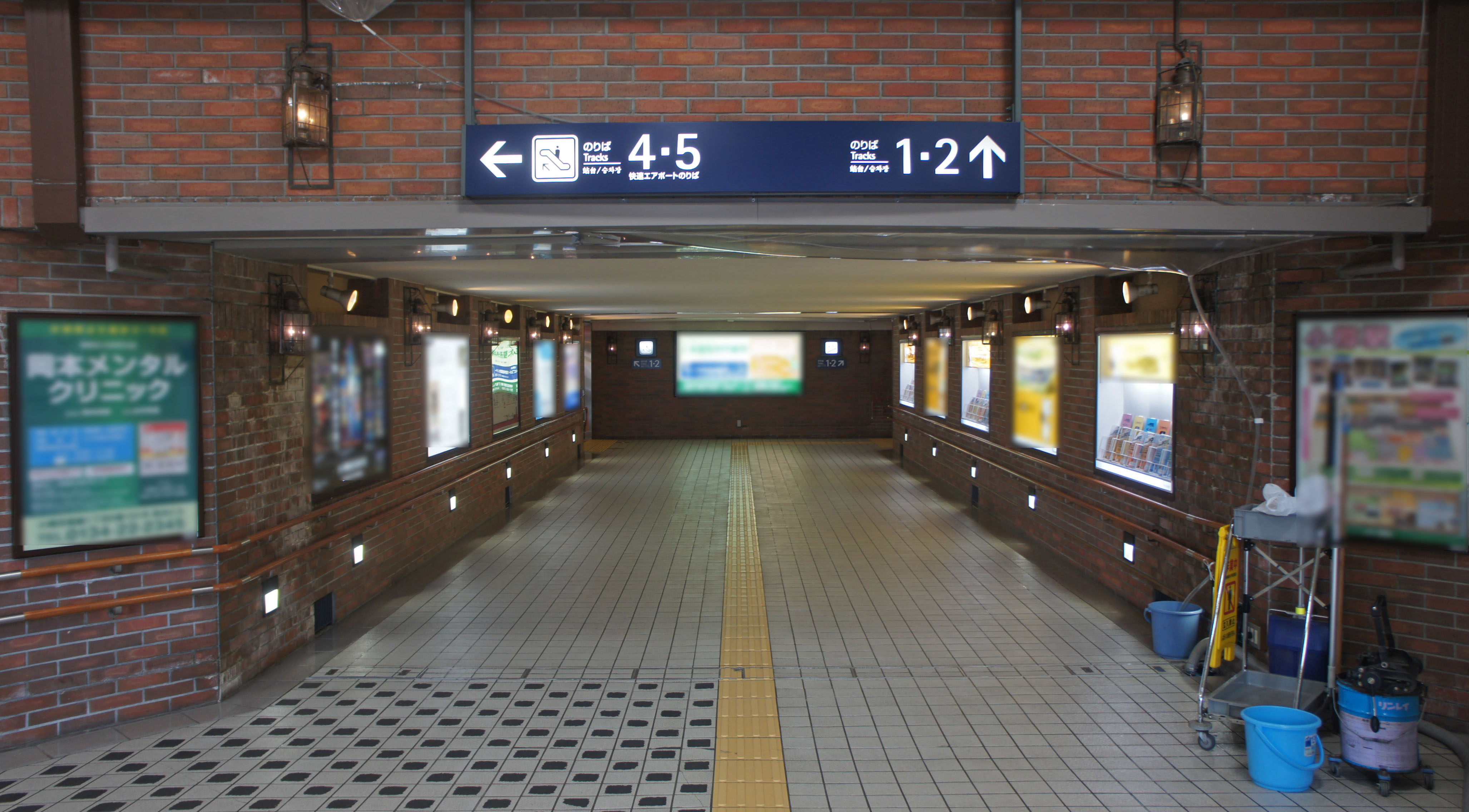
地下連絡通路（2020年7月）
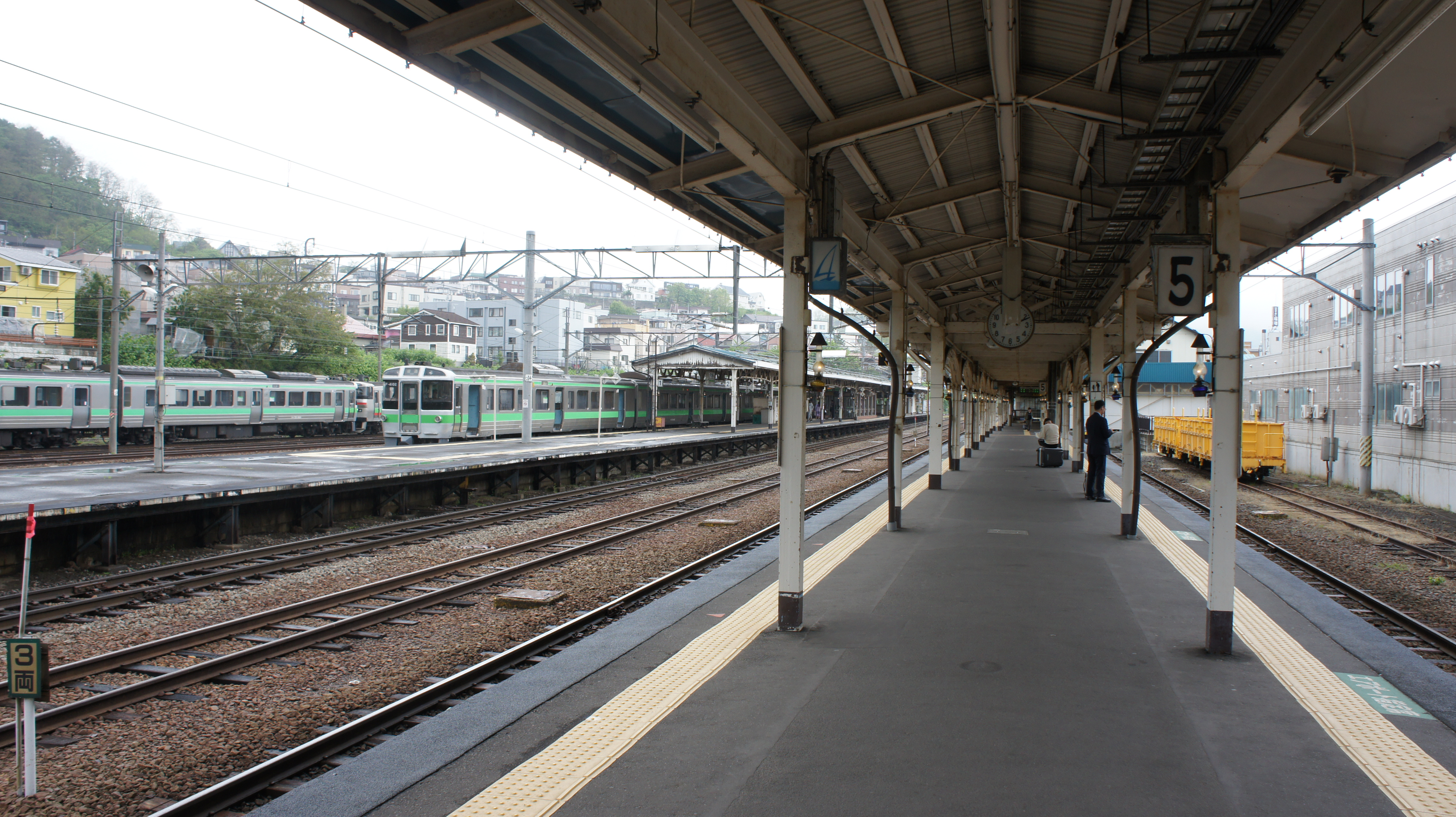
ホーム全体（2017年5月）
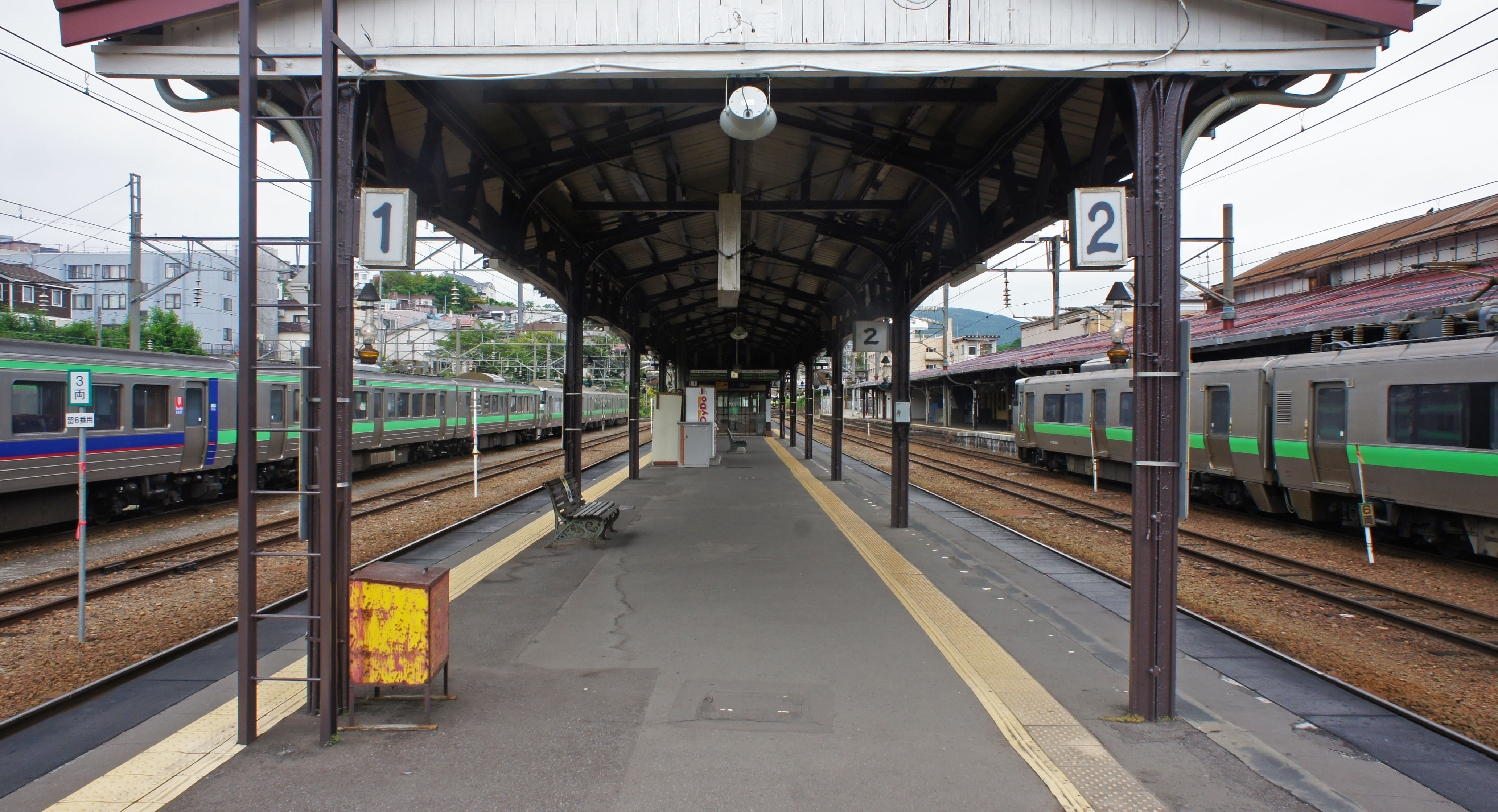
1・2番線ホーム（2020年7月）
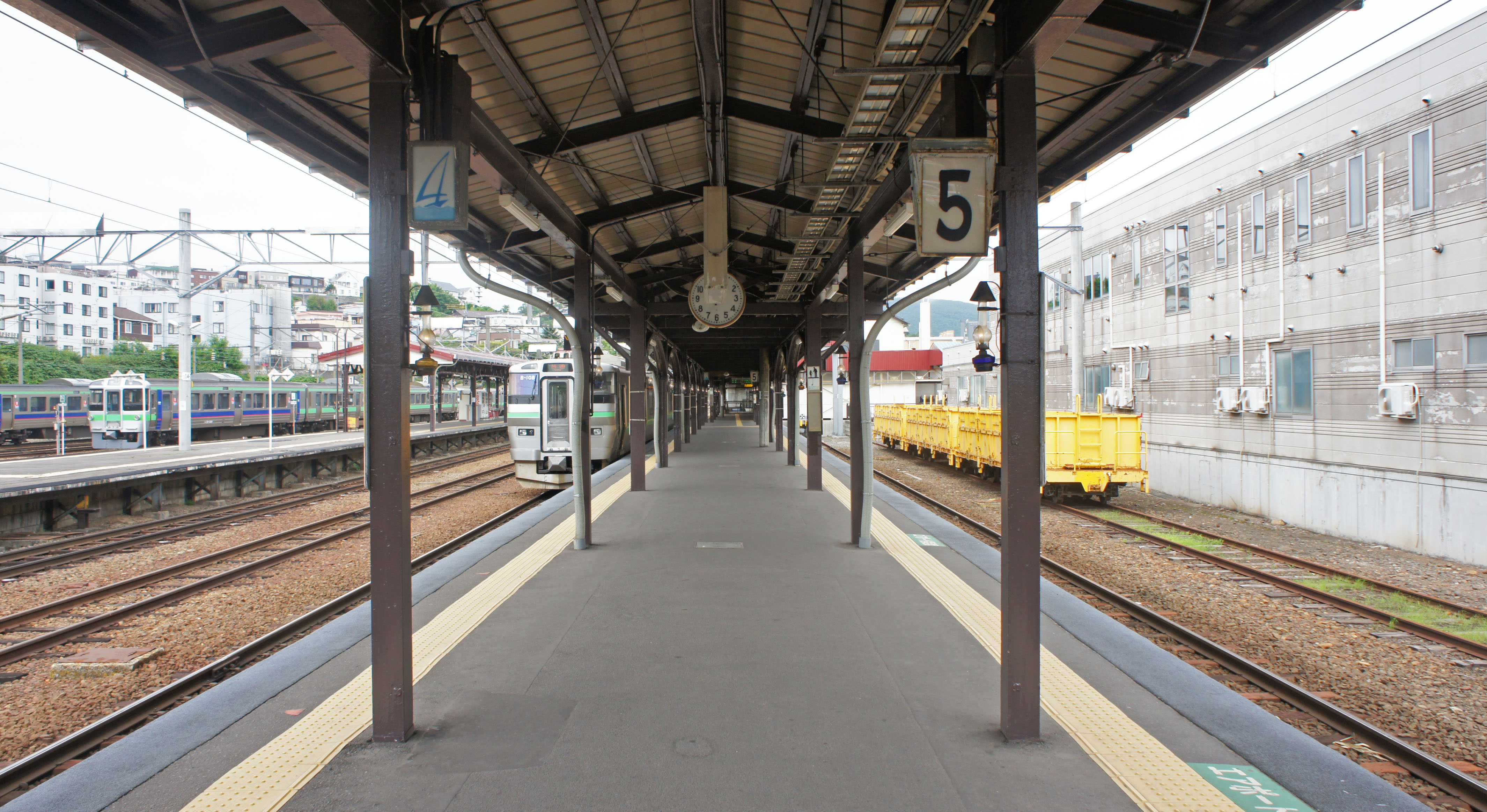
4・5番線ホーム（2020年7月）
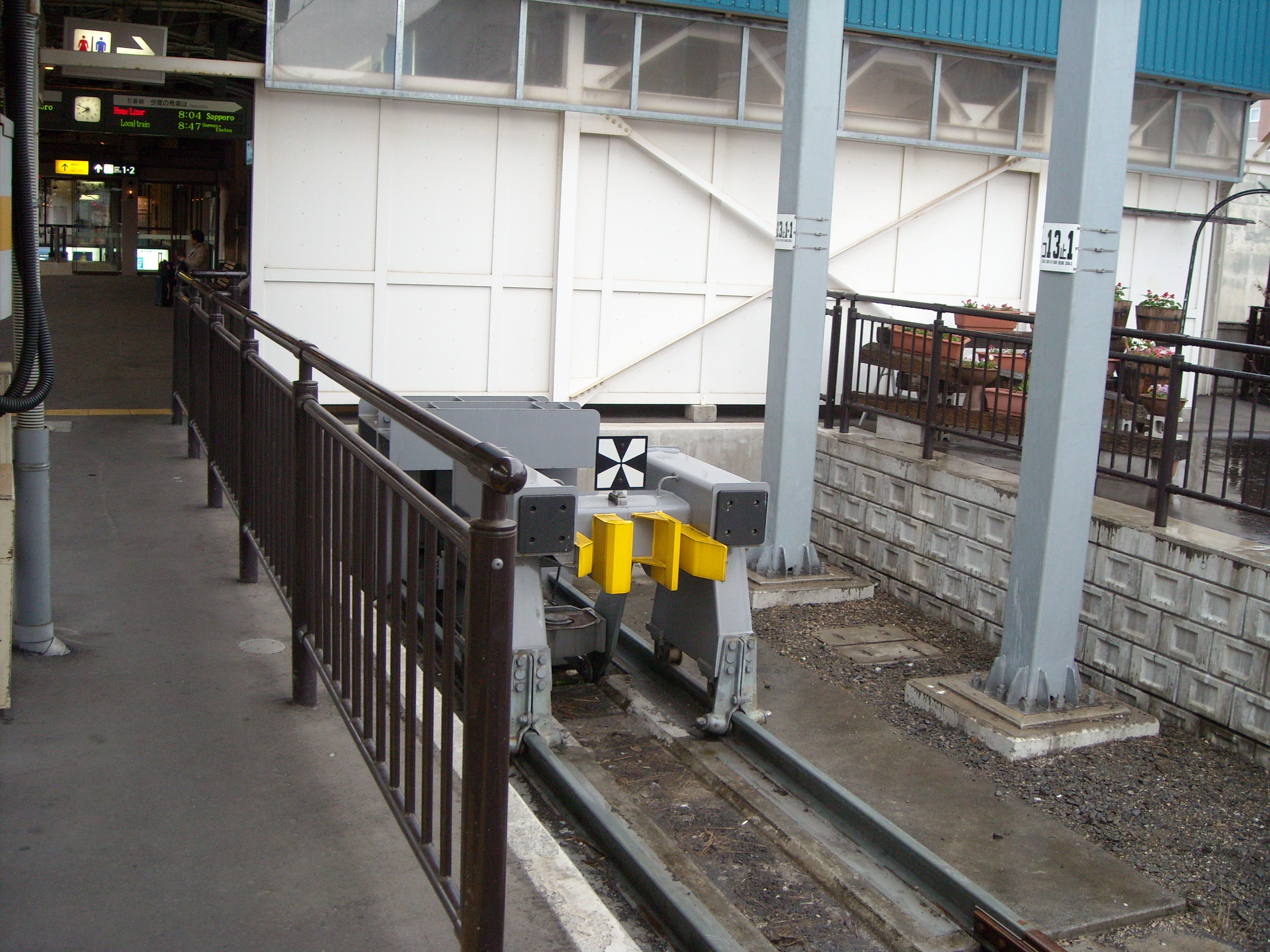
5番線ホームの車止め （2010年5月）
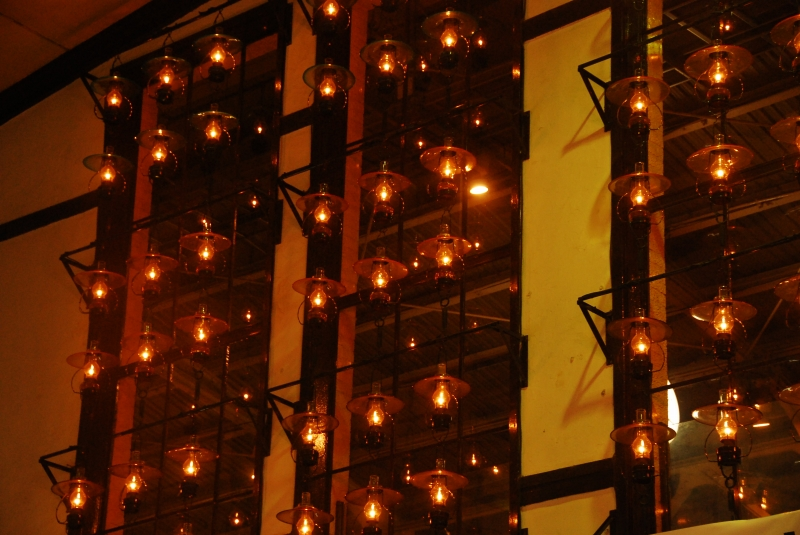
駅コンコースにあるランプ（2010年8月）
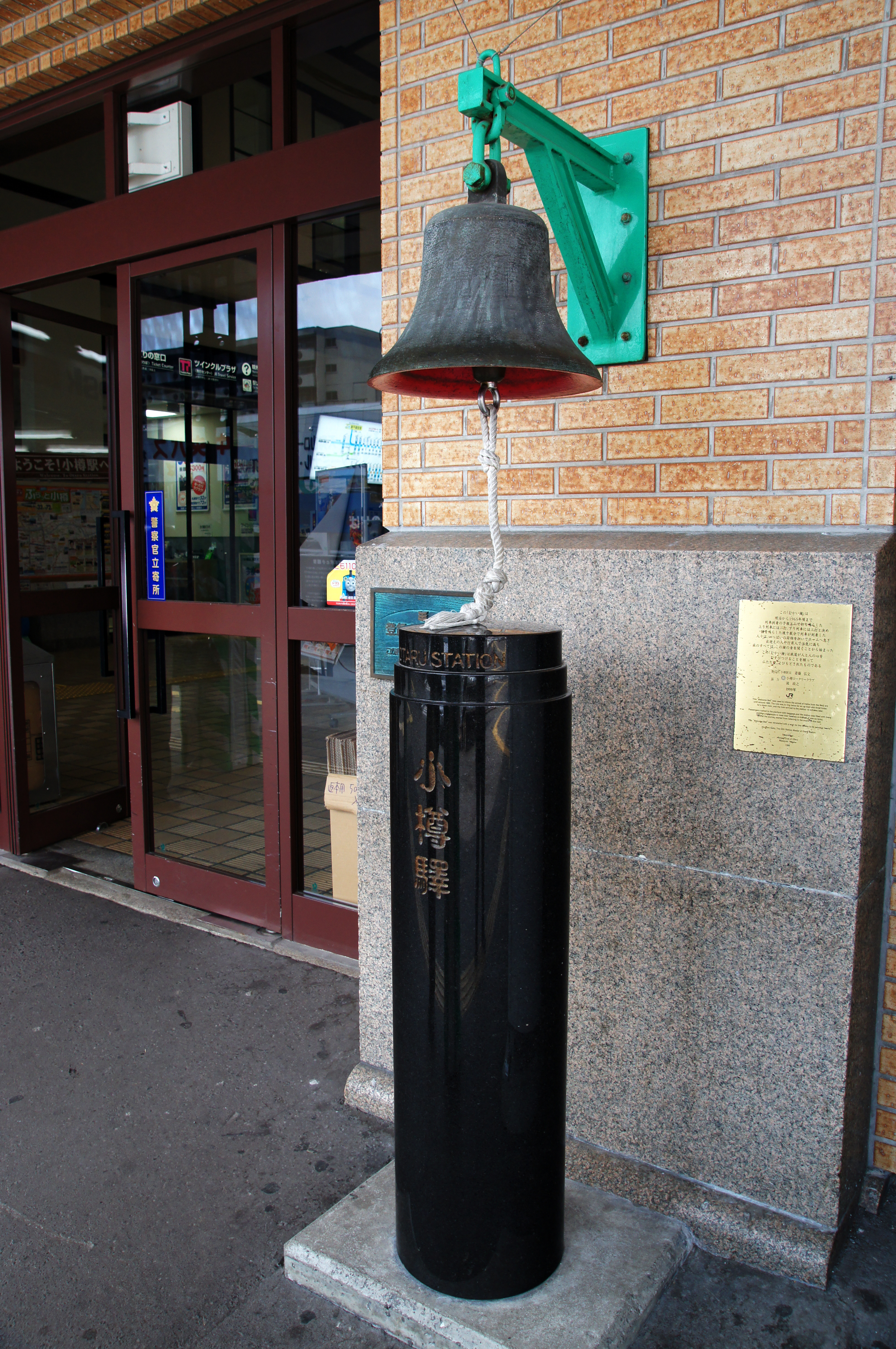
むかい鐘（2011年10月）
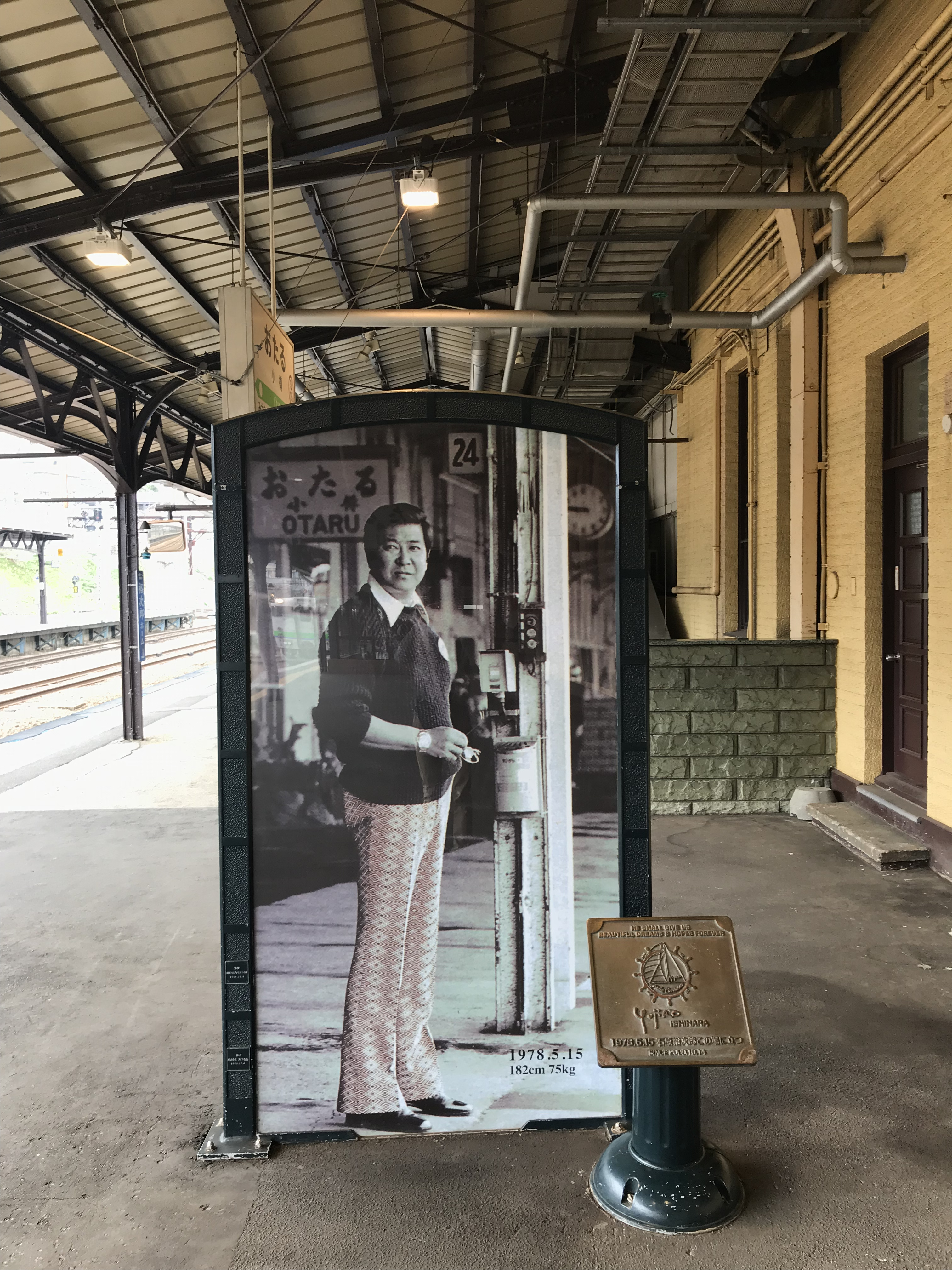
石原裕次郎のパネル （2019年5月）

## 利用状況
JR北海道によると2023年（令和5年）度の1日平均乗車人員は8,381人であり、JR北海道で9番目に利用者数が多い。
乗車人員の推移は以下の通り。年間の値のみ判明している年度は日数割で算出した参考値を括弧書きで示す。出典が「乗降人員」となっているものについては1/2とした値を括弧書きで乗車人員の欄に示し、備考欄で元の値を示す。
また、「JR調査」については、当該の年度を最終年とする過去5年間の各調査日における平均である。
| 年度               | 乗車人員（人） | 乗車人員（人） | 乗車人員（人） | 出典              | 備考                                 |
| 年度               | 年間           | 1日平均        | JR調査         | 出典              | 備考                                 |
| ------------------ | -------------- | -------------- | -------------- | ----------------- | ------------------------------------ |
| 1920年（大正9年）  | 513,869        | (1407.9)       |                | [ 29 ]            |                                      |
| 1921年（大正10年） | 501,845        | (1374.9)       |                | [ 29 ]            |                                      |
| 1922年（大正11年） | 579,550        | (1587.8)       |                | [ 29 ]            |                                      |
| 1923年（大正12年） | 597,124        | (1631.5)       |                | [ 29 ]            |                                      |
| 1924年（大正13年） | 647,813        | (1774.8)       |                | [ 29 ]            |                                      |
| 1925年（大正14年） | 715,557        | (1960.4)       |                | [ 29 ]            |                                      |
| 1926年（昭和元年） | 732,412        | (2006.6)       |                | [ 29 ]            |                                      |
| 1927年（昭和02年） | 728,625        | (1990.8)       |                | [ 29 ]            |                                      |
| 1928年（昭和03年） | 791,672        | (2169.0)       |                | [ 29 ]            |                                      |
| 1929年（昭和04年） | 858,295        | (2351.5)       |                | [ 29 ]            |                                      |
| 1930年（昭和05年） | 783,177        | (2145.7)       |                | [ 29 ]            |                                      |
| 1931年（昭和06年） | 769,338        | (2102.0)       |                | [ 29 ]            |                                      |
| 1932年（昭和07年） | 785,430        | (2151.9)       |                | [ 29 ]            |                                      |
| 1934年（昭和09年） | 753,809        | (2065.2)       |                | [ 29 ]            |                                      |
| 1935年（昭和10年） | 826,207        | (2257.4)       |                | [ 29 ]            |                                      |
| 1936年（昭和11年） | 818,943        | (2243.7)       |                | [ 29 ]            |                                      |
| 1937年（昭和12年） | 917,185        | (2512.8)       |                | [ 29 ]            |                                      |
| 1948年（昭和23年） | 3,852,460      | (10554.7)      |                | [ 29 ]            |                                      |
| 1949年（昭和24年） | 4,117,817      | (11281.7)      |                | [ 29 ]            |                                      |
| 1950年（昭和25年） | 8,715,943      | (23879.3)      |                | [ 29 ]            |                                      |
| 1951年（昭和26年） | 5,186,132      | (14169.8)      |                | [ 29 ]            |                                      |
| 1952年（昭和27年） | 4,487,297      | (12294.0)      |                | [ 29 ]            |                                      |
| 1953年（昭和28年） | 3,966,122      | (10866.1)      |                | [ 29 ]            |                                      |
| 1954年（昭和29年） | 4,096,766      | (11224.0)      |                | [ 29 ]            |                                      |
| 1955年（昭和30年） | 4,009,160      | (10954.0)      |                | [ 29 ]            |                                      |
| 1956年（昭和31年） | 4,112,866      | (11268.1)      |                | [ 29 ]            |                                      |
| 1957年（昭和32年） | 3,882,875      | (10638.0)      |                | [ 29 ]            |                                      |
| 1958年（昭和33年） | 4,194,921      | (11492.9)      |                | [ 29 ]            |                                      |
| 1959年（昭和34年） | 3,919,000      | (10707.7)      |                | [ 30 ] [ 注釈 4 ] | 以下、年間値は千人単位のものを人換算 |
| 1960年（昭和35年） | 4,020,000      | (11013.7)      |                | [ 30 ] [ 注釈 4 ] |                                      |
| 1961年（昭和36年） | 3,944,000      | (10805.5)      |                | [ 30 ] [ 注釈 4 ] |                                      |
| 1962年（昭和37年） | 3,990,000      | (10931.5)      |                | [ 30 ] [ 注釈 4 ] |                                      |
| 1963年（昭和38年） | 4,199,000      | (11472.7)      |                | [ 30 ] [ 注釈 4 ] |                                      |
| 1964年（昭和39年） | 4,498,000      | (12323.3)      |                | [ 30 ] [ 注釈 4 ] |                                      |
| 1965年（昭和40年） | 4,765,000      | (13054.8)      |                | [ 30 ] [ 注釈 4 ] |                                      |
| 1966年（昭和41年） | 4,629,000      | (12682.2)      |                | [ 30 ] [ 注釈 4 ] |                                      |
| 1967年（昭和42年） | 4,253,000      | (11620.2)      |                | [ 30 ] [ 注釈 4 ] |                                      |
| 1968年（昭和43年） | 4,093,000      | (11213.7)      |                | [ 30 ] [ 注釈 4 ] |                                      |
| 1969年（昭和44年） | 3,802,000      | (10416.4)      |                | [ 30 ] [ 注釈 4 ] |                                      |
| 1970年（昭和45年） | 3,809,000      | (10435.6)      |                | [ 30 ] [ 注釈 4 ] |                                      |
| 1971年（昭和46年） | 3,926,000      | (10726.8)      |                | [ 30 ] [ 注釈 4 ] |                                      |
| 1972年（昭和47年） | 4,217,000      | (11553.4)      |                | [ 30 ] [ 注釈 4 ] |                                      |
| 1973年（昭和48年） | 4,253,000      | (11652.1)      |                | [ 30 ] [ 注釈 4 ] |                                      |
| 1974年（昭和49年） | 4,646,000      | (12728.8)      |                | [ 30 ] [ 注釈 4 ] |                                      |
| 1975年（昭和50年） | 4,459,000      | (12183.1)      |                | [ 30 ] [ 注釈 4 ] |                                      |
| 1976年（昭和51年） | 4,355,000      | (11931.5)      |                | [ 30 ] [ 注釈 4 ] |                                      |
| 1977年（昭和52年） | 4,212,000      | (11539.7)      |                | [ 30 ] [ 注釈 4 ] |                                      |
| 1978年（昭和53年） | 3,983,000      | 11,084.0       |                | [ 30 ] [ 31 ]     |                                      |
| 1979年（昭和54年） | 4,010,000      | (10956.3)      |                | [ 30 ]            |                                      |
| 1980年（昭和55年） | 3,868,000      | (10597.3)      |                | [ 30 ]            |                                      |
| 1981年（昭和56年） | 3,875,000      | (10616.4)      |                | [ 30 ]            |                                      |
| 1982年（昭和57年） | 3,704,000      | (10147.9)      |                | [ 30 ]            |                                      |
| 1983年（昭和58年） | 3,634,000      | (9929.0)       |                | [ 30 ]            |                                      |
| 1984年（昭和59年） | 3,469,000      | (9504.1)       |                | [ 30 ]            |                                      |
| 1985年（昭和60年） | 3,353,000      | (9186.3)       |                | [ 30 ]            |                                      |
| 1986年（昭和61年） | 3,317,000      | (9087.7)       |                | [ 30 ]            |                                      |
| 1987年（昭和62年） | 3,390,000      | (9262.3)       |                | [ 30 ]            |                                      |
| 1988年（昭和63年） | 3,544,000      | (9709.6)       |                | [ 30 ]            |                                      |
| 1989年（平成元年） | 3,390,000      | (9287.7)       |                | [ 30 ]            |                                      |
| 1990年（平成02年） | 3,644,000      | (9983.6)       |                | [ 30 ]            |                                      |
| 1991年（平成03年） | 3,781,000      | (10330.6)      |                | [ 30 ]            |                                      |
| 1992年（平成04年） | 3,908,000      | (10706.8)      |                | [ 30 ]            |                                      |
| 1993年（平成05年） | 4,002,000      | (10964.4)      |                | [ 30 ]            |                                      |
| 1994年（平成06年） | 3,959,000      | (10846.6)      |                | [ 30 ]            |                                      |
| 1995年（平成07年） | 3,869,000      | (10571.0)      |                | [ 30 ]            |                                      |
| 1996年（平成08年） | 3,849,000      | (10545.2)      |                | [ 30 ]            |                                      |
| 1998年（平成10年） | 3,708,000      | (10158.9)      |                | [ 32 ]            |                                      |
| 1999年（平成11年） | 3,667,000      | (10019.1)      |                | [ 32 ]            |                                      |
| 2000年（平成12年） | 3,555,000      | (9739.7)       |                | [ 32 ]            |                                      |
| 2001年（平成13年） | 3,485,000      | (9547.9)       |                | [ 32 ]            |                                      |
| 2002年（平成14年） | 3,403,000      | (9323.3)       |                | [ 32 ]            |                                      |
| 2003年（平成15年） | 3,361,000      | (9183.1)       |                | [ 33 ]            |                                      |
| 2004年（平成16年） | 3,251,000      | (8906.8)       |                | [ 34 ]            |                                      |
| 2005年（平成17年） | 3,203,000      | (8775.3)       |                | [ 35 ]            |                                      |
| 2006年（平成18年） | 3,163,000      | (8665.8)       |                | [ 35 ]            |                                      |
| 2007年（平成19年） | 3,164,000      | (8644.8)       |                | [ 35 ]            |                                      |
| 2008年（平成20年） | 3,171,000      | (8687.7)       |                | [ 35 ]            |                                      |
| 2009年（平成21年） | 3,115,000      | (8534.2)       |                | [ 35 ]            |                                      |
| 2010年（平成22年） | 3,106,000      | (8509.6)       |                | [ 36 ]            |                                      |
| 2011年（平成23年） | 3,104,000      | (8480.9)       |                | [ 36 ]            |                                      |
| 2012年（平成24年） | 3,173,000      | (8693.2)       |                | [ 36 ]            |                                      |
| 2013年（平成25年） | 3,207,000      | (8786.3)       |                | [ 37 ]            |                                      |
| 2014年（平成26年） | 3,208,000      | (8789.0)       |                | [ 37 ]            |                                      |
| 2015年（平成27年） | 3,284,000      | (8972.7)       |                | [ 37 ]            |                                      |
| 2016年（平成28年） | 3,305,000      | (9054.8)       |                | [ 38 ]            |                                      |
| 2017年（平成29年） | 3,430,000      | (9397.3)       | 7717.2         | [ 38 ] [ 39 ]     |                                      |
| 2018年（平成30年） | 3,453,000      | (9460.3)       | 7717.2         | [ 40 ] [ 41 ]     |                                      |
| 2019年（令和元年） | 3,320,000      | (9071.0)       |                | [ 40 ]            |                                      |
| 2020年（令和02年） | 1,775,000      | (4863.0)       |                | [ 40 ]            |                                      |
| 2021年（令和03年） | 1,913,000      | (5241.1)       |                | [ 40 ]            |                                      |
| 2022年（令和04年） | 2,677,000      | 7,335.0        |                | [ 40 ] [ 42 ]     |                                      |
| 2023年（令和05年） |                | 8,381.0        |                | [ 28 ]            |                                      |

## 駅弁
主な駅弁は下記の通り。
- 特選おたるかにめし弁当
- おたるかきめし弁当
- 明治の汽笛

## 駅周辺

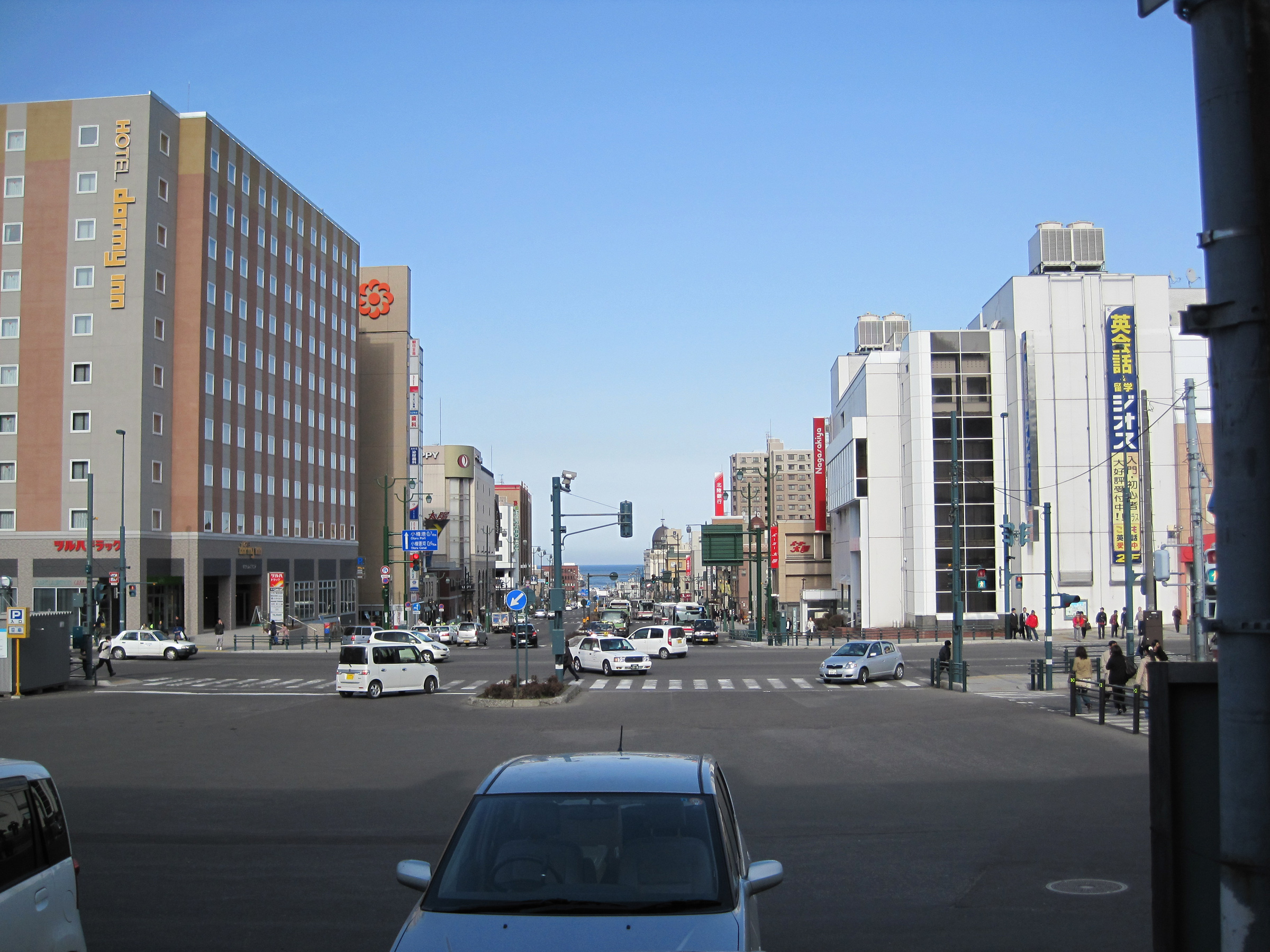
駅前から見た中央通（2010年4月）

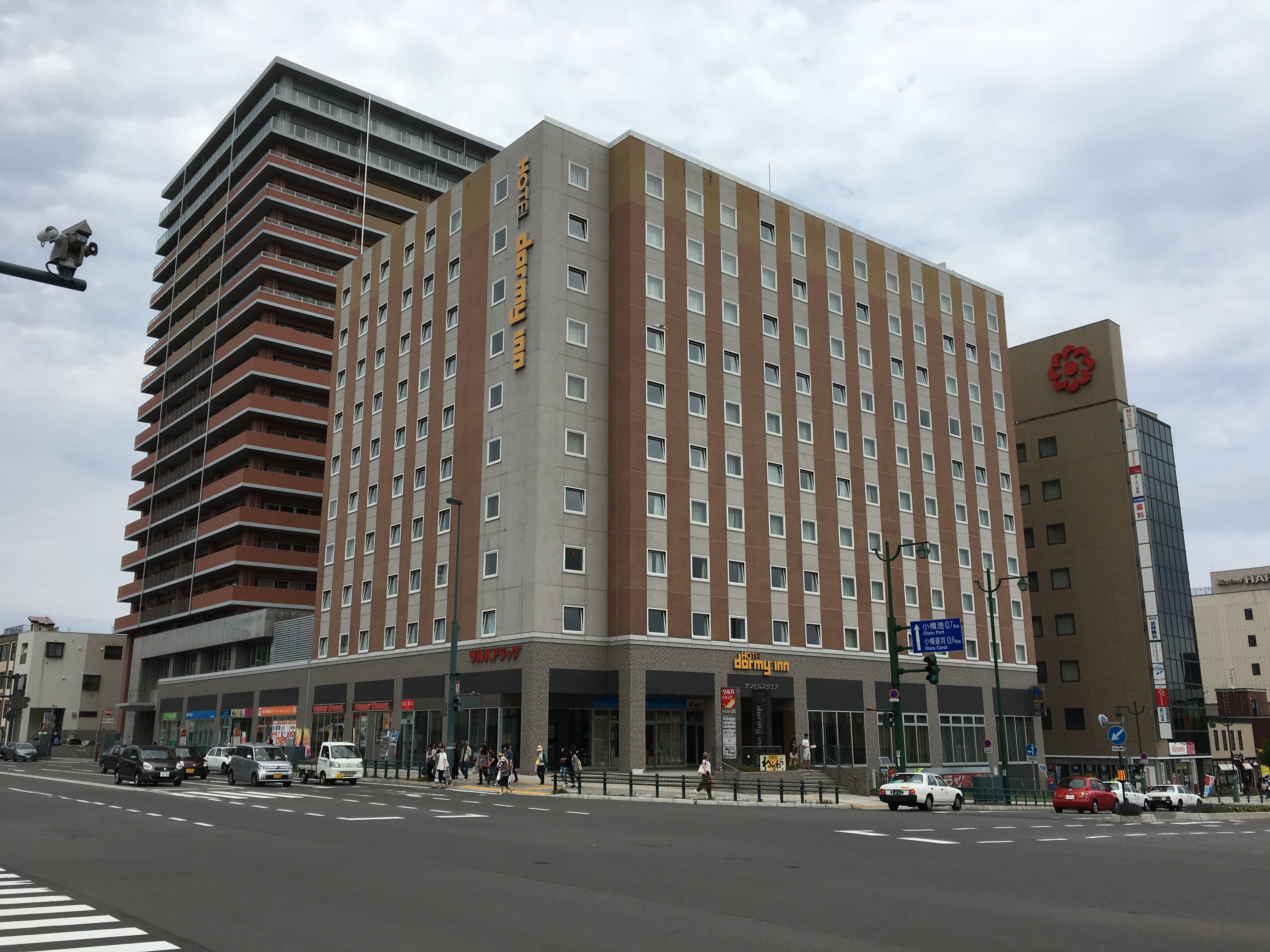
サンビルスクエア

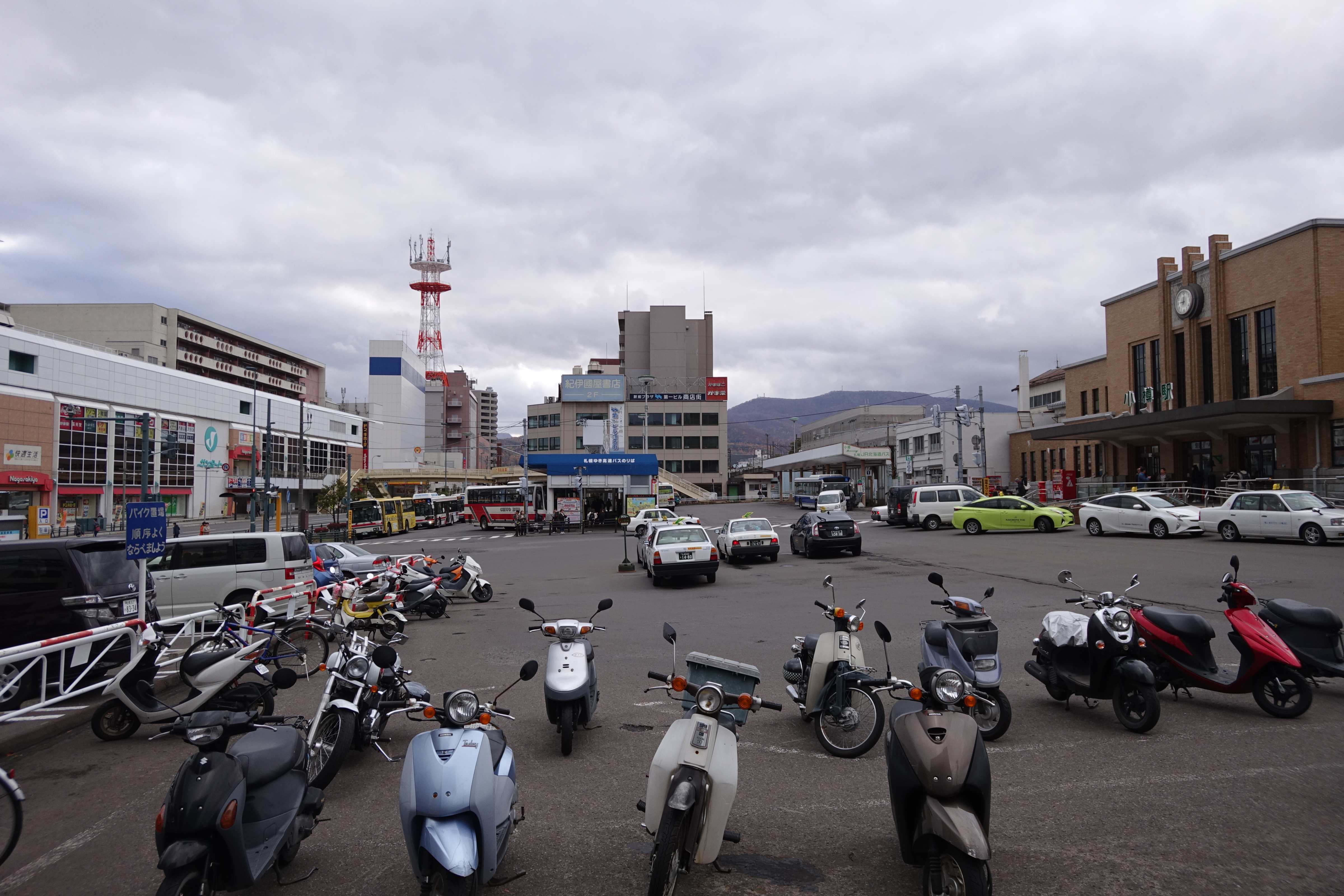
駅前ロータリー北側から見た駅舎（右側）、駅前第1ビル（正面）、駅前第2ビル（左側）（2019年10月）

小樽駅前は国道5号が横切り、正面は第3ふ頭まで続く中央通がある。2004年（平成16年）に中央通の拡幅工事が完了し、以前の倍の広さの道路になった（愛称：セピア通り）。三角市場へ向かう階段脇には小樽にゆかりのある石川啄木の歌碑がある。小樽運河まで徒歩約8分、小樽運河ターミナル（旧三菱銀行小樽支店）まで徒歩約11分、小樽市役所まで徒歩約13分、小樽商科大学まで徒歩20 - 30分となっている。
駅前は1976年（昭和51年）の「小樽駅前地区市街地再開発事業」により3棟のビルを建設したが、旧小樽駅前第3ビルのホテルが営業停止したことにより、全国初の再々開発事業として「小樽駅前第3ビル周辺地区第一種市街地再開発事業」を行い、2009年（平成21年）にホテルと商業施設、マンションからなる「サンビルスクエア」がオープンした。再々開発事業に伴って駅前の歩道橋と広告塔が撤去され、小樽港が一望できるようになった。将来的な小樽駅前第1ビル・第2ビル建て替えや駅前広場再整備に向けて、道や小樽市、小樽商工会議所などの関係企業で構成する「小樽駅前再々開発街づくり検討協議会」が発足している。
2020年（令和2年）8月より、小樽駅前再整備に向けて、「JR小樽駅前広場再整備基本計画検討委員会」が協議を開始している。ロータリー構造は一体型と分離型の2種類、交差点構造は丁字路、十字路、食い違い交差点、五差路の4種類を組み合わせた5案（「分離型の丁字路」「分離型の五差路」「分離型の十字路と食い違い交差点」「一体型の十字路」「分離型の五差路」）が計画された。2020年（令和2年）12月21日に開かれた会合では、「JR小樽駅前広場再整備基本計画検討委員会」が、「一体型の十字路」「分離型の五差路」を除いた3案のロータリー分離型を軸に協議を継続すると表明した。
翌2021年（令和3年）2月19日の「JR小樽駅前広場再整備基本計画検討委員会」の会合では、新たに車両（バス、タクシー、一般車）専用のロータリーを複数整備し、安全性を高める4案を軸に検討を協議することを発表した。
- 小樽駅前交番
- 駅前第一ビル[54]
  - 小樽市役所駅前サービスセンター
  - 紀伊國屋書店小樽店
- 駅前第二ビル
  - 長崎屋小樽店（ドン・キホーテ小樽店併設）
  - サンポート商店会
- サンビルスクエア（駅前第3ビル）
  - ドーミーインPREMIUM小樽
  - プレミスト小樽ステーションタワー
  - ミスタードーナツ小樽ショップ
- 小樽駅前郵便局
- 三角市場
- アルファベッドイン小樽駅前
- 中央市場
- 小樽掖済会病院
- 野口病院
- 小樽経済センター
- 小樽市産業会館
  - 小樽産業会館内郵便局
- プレイランドハッピー小樽駅前店
- 小樽グリーンホテル
- 小樽都通り商店街
- 北陸銀行 小樽支店
- 北海道銀行 小樽支店
- 北洋銀行 小樽中央支店
- 北海道新聞社小樽支社
- 北海道信用金庫 小樽支店
- 北海道労働金庫 小樽支店
- オーセントホテル小樽
- 小樽サンモール一番街

## バス路線
駅前に北海道中央バスとニセコバスのバスターミナルがある。ジェイ・アール北海道バス札樽線の発着場についても同記事を参照。また、駅前の道路沿いにもバス停があり、国道5号沿いは「小樽駅前」、中央通沿いは「小樽駅前通」となっている。

## 隣の駅
北海道旅客鉄道（JR北海道）
■函館本線

塩谷駅 (S16) - 小樽駅 (S15) - 南小樽駅 (S14)